# Mladen Lucić
Mladen Lucić (Bosanski Šamac, 20. travnja 1958.), hrvatski domovinski i iseljenički književnik iz BiH

## Životopis
Rodio se je u Bosanskom Šamcu. U Grebnicama i u Domaljevcu išao je u osnovnu školu. Od osnovne škole piše pjesme. U Pazinu i Zagrebu završio je klasičnu gimnaziju. U srednjoškolskim listovima objavio je svoje pjesme. U Zagrebu je diplomirao književnost na Filozofskom fakultetu. 1983. kad je diplomirao otišao je u SR Njemačku gdje se nedugo potom upisao na studij teologije na Sveučilištu u Eichstättu. Od 1987. godin je pastoralni djelatnik u Hrvatskoj katoličkoj misiji u Rottweilu. Pjesme je objavio u više domovinskih i iseljeničkih listova. Sudionik na mnogim večerima poezije. Dio pjesama mu je preveden i objavljen na njemačkom jeziku. 1986. je objavio zbirku pjesama Morinaja.

## Nagrade i priznanja
- Šimun Šito Ćorić uvrstio ga je u svoju antologiju 60 hrvatskih emigrantskih pisaca, a pjesme su mu također u mnogim antologijama u Hrvatskoj, Njemačkoj i Belgiji na njemačkom, francuskom i hrvatskom jeziku.